# マキシマムヒート
『マキシマムヒート』(MAXIMUM HEAT) は、2011年にバンダイナムコエンターテインメント（ナムコレーベル、後のバンダイナムコアミューズメント）によって開発・販売されたアーケード用3Dレースゲームである。アメリカで2010年にリリースされたレースゲーム『DEAD HEAT』（デッドヒート）の日本版である。
2013年には登場コースそのままに、車種を架空のオートバイに変更した『Dead Heat Riders』が海外で稼働開始している。
作曲は『マキシマムヒート(DEAD HEAT)』では古代祐三、『Dead Heat Riders』では長沼英樹が担当している。
日本版の修理サポートは、部品調達難に伴い、2018年6月に終了することが発表された。

## 概要
『湾岸ミッドナイト MAXIMUM TUNE』シリーズ（以下、湾岸シリーズ）のスタッフが開発した新作レースゲーム。湾岸シリーズとは違い幅広い層を対象としており、リアルなグラフィックだが、それとは対称的なギミックも取り入れたパーティ要素の強い内容となっている。
最大の特徴は筐体に付けられた「3Dバイザー」と呼ばれる非接触式メガネを使用して3D立体視が体験できることで、3D映像も2段階あり、ボタン切り替えで「2D」・通常の「3D」・3D効果を最大にした「3D MAX」の3種類の映像が楽しめる。海外版『DEAD HEAT』は3D対応ではない。
筐体は湾岸シリーズや『マリオカート アーケードグランプリ』シリーズの物から発展した、16:9の液晶ワイドモニターを採用した新しいレースゲーム用コクピット筐体が使われている。使用基板はSYSTEM ES1。
挙動エンジンは湾岸シリーズの物を使用しているが、ハンドルを切るだけでドリフトができるなど、誰でも簡単に楽しめるものとなっている。またMTシフトレバーは搭載されておらず（『DEAD HEAT』にはH型4速シフトレバーが搭載されている）、常にATでの運転となる。モニター上部にカメラも搭載されており。顔写真を撮影してゲーム画面に登場させることができる。

## ゲーム内容
- レースはプレイヤーを含めて8台の車が登場し、順位を競うものとなっている。
- 「ニトロ」ボタンが搭載されており、レース中に最大3回ニトロを使って一定時間のスピードアップが可能。
- レース終了後、順位に応じて「星」が獲得でき、一定数以上獲得すると専用の背景カラーが貰える。また、使用車種のドレスアップパーツも獲得でき、任意でドレスアップが可能。
- パスワードを使ってプレイデータをプレイした筐体に保存することが可能。パスワード入力用の「テンキー」が搭載されており、レース終了後に任意で4～12桁のパスワードを設定すると、使用車種のドレスアップ状況、写真データ、走行データ、星の獲得数が最大8台分まで保存できる。
- 保存した走行データは自分がプレイしない他のレースにライバルカーとして登場させることもできる（湾岸シリーズの「分身対戦モード」に似た感じである）。その為1人でプレイした場合も、他7台が全て完全なCPUではなく、その筐体でプレイした他のプレイヤーの車の分身が登場することがある（2人以上で対戦する場合も同様）。

## 登場車種
登場する車種は全て湾岸シリーズにも登場する国産車である。ただし、『DEAD HEAT』ではいくつかの車種がアメリカ車に差し替えられている。
|                               | 日本版に登場 | 海外版に登場 |
| ----------------------------- | ------------ | ------------ |
| MAZDA RX-7 Type R             | ○            | ○            |
| SAVANNNA RX-7 GT-X            | ○            |              |
| RX-8                          | ○            |              |
| Roadster                      | ○            |              |
| MITSUBISHI LANCER EVOLUTION X | ○            | ○            |
| NISSAN FAIRLADY Z(Z34)        | ○            | ○            |
| SKYLINE GT-R(BNR34)           | ○            | ○            |
| SUBARU IMPREZA WRX STI(GRB)   | ○            |              |
| CHEVROLET CORVETTE ZR1(C6)    |              | ○            |
| DODGE VIPER SRT-10            |              | ○            |
| FORD GT                       |              | ○            |
| MUSTANG GT                    |              | ○            |

※余談ではあるが、湾岸ミッドナイト MAXIMUM TUNE 4に於いてもCORVETTE ZR1は登場している。また、海外版湾岸ミッドナイト MAXIMUM TUNE 5ではDODGE VIPER SRT-10が追加された。

## コース
コースは全てアメリカ・ヨーロッパの観光名所を再現した市街地コースである。またニューヨークのみ夜の設定である。
- ロンドン
- シカゴ
- ニューヨーク
- サンフランシスコ